# Spanjaarden
Spanjaarden zijn inwoners van Spanje of mensen van Spaanse origine. Dit zijn meer dan 135 miljoen mensen, vooral in Spanje (40 miljoen) en in Zuid-Amerika. Ook in de rest van Europa woont een grote Spaanse gemeenschap.

## Etniciteiten en talen
De Spanjaarden bestaan uit verschillende regionaal etnische groepen. De ene groep voelt zich meer Spanjaard dan de andere. De Castilianen identificeren zich het meest met de Spaanse identiteit. Andere regionale groepen zijn bijvoorbeeld de Catalanen, de Basken, Galiciërs, de Asturianen en de Andalusiërs.
Tevens worden er hierdoor vele talen en dialecten gesproken door deze verschillende etnische groepen. Vaak kan dit een dialect zijn van het Spaans (Castiliaans) of het Catalaans, maar ook andere talen, zoals het Galicisch, Asturisch of het Baskisch, wat geen enkele verwantschap vertoont met andere talen.

## Geschiedenis
De Spanjaarden bestaan uit verschillende etnische groepen die in verschillende fases naar het Iberisch Schiereiland getrokken zijn, het tegenwoordige Spanje en Portugal. Hiertoe behoren de Iberiërs, de Basken en verschillende Keltische, Fenicische en Griekse kolonisten. Later volgden Romeinen, Germaanse stammen en de Moren.
Gedurende bijna 800 jaar heersten de Moren over het grootse gedeelte van het Iberisch Schiereiland. De Arabieren en Berbers vestigden zich over verschillende gebieden. Tijdens de Inquisitie werden moslims en joden verdreven. Sommige behielden hun geloof in het geheim, andere bekeerden zich tot het christendom. Ook werden er kinderen onder de 7 jaar afgenomen van de moslims en tot christenen gedoopt. Tot de 16de eeuw, waarna ze verdreven werden, was er ook een aanzienlijk percentage Sefardische Joden onder de bevolking.
Tijdens de Tachtigjarige Oorlog werden de manschappen die vochten namens de koning van Spanje ook Spanjaarden genoemd. Dit wil niet per definitie zeggen, dat die manschappen de Spaanse nationaliteit hadden. Soms waren de manschappen van katholieke origine die voor hun koning vochten, maar ook beroepshuurlingen, vaak van Duitse of Zwitserse origine, die vochten voor de meestbiedende. Dit leidde soms tot vreemde situaties: bij het Beleg van 's-Hertogenbosch waren er soldaten die eerst voor Frederik Hendrik vochten, om vervolgens ingehuurd te worden door de stad 's-Hertogenbosch om tegen Frederik Hendrik te vechten.

## Beroemde Spanjaarden
Een aantal internationaal bekende Spanjaarden: 

### Artisten en Kunstenaars
- Pedro Almodóvar (filmregisseur)
- Antonio Banderas (acteur)
- Ana Belén (zangeres)
- David Bisbal (zanger)
- Miguel de Cervantes (schrijver)
- Chenoa (zangeres)
- Penélope Cruz (actrice)
- Salvador Dalí (schilder)
- Plácido Domingo (operazanger)
- Federico García Lorca (schrijver)
- Francisco Goya (schilder)
- Julio Iglesias (zanger)
- Enrique Iglesias (zanger)
- María Isabel (zangeres)
- Beatriz Luengo (zangeres, actrice, danseres)
- Miguel Ángel Muñoz (acteur, zanger, danser)
- Paco de Lucía (gitarist)
- Paco Peña (gitarist)
- Pablo Picasso (kunstenaar)
- Pablo Puyol (acteur, zanger, danser)
- Alejandro Sanz (zanger)

### Sporters
- Fernando Alonso (autocoureur)
- Álvaro Arbeloa (voetballer)
- Iker Casillas (voetbaldoelman)
- Raúl (voetballer)
- Fernando Hierro (voetballer)
- Miguel Indurain (wielrenner)
- Rafael Nadal (tennisser)
- Carles Puyol (voetballer)
- Pedro Rodríguez Ledesma (voetballer)
- Juan Mata (voetballer)
- Carlos Sainz (rallyrijder)
- Fernando Torres (voetballer)
- Alejandro Valverde (wielrenner)
- David Villa (voetballer)
- Xavi (voetballer)

### Overige
- Inés Arrimadas García (politica)
- José María Aznar (voormalige premier)
- Antoni Gaudí (architect)
- Felipe González (voormalige premier)
- Carles Puigdemont (politicus)
- Mariano Rajoy Brey (voormalige premier)
- Albert Rivera (politicus)
- José Luis Rodríguez Zapatero (voormalige premier)
- Pedro Sánchez (huidige premier)
- Soraya Sáenz de Santamaría (vicepremier)